# Acer macrophyllum
Acer macrophyllum là một loài thực vật có hoa trong họ Bồ hòn. Loài này được Pursh mô tả khoa học đầu tiên năm 1813.

## Hình ảnh

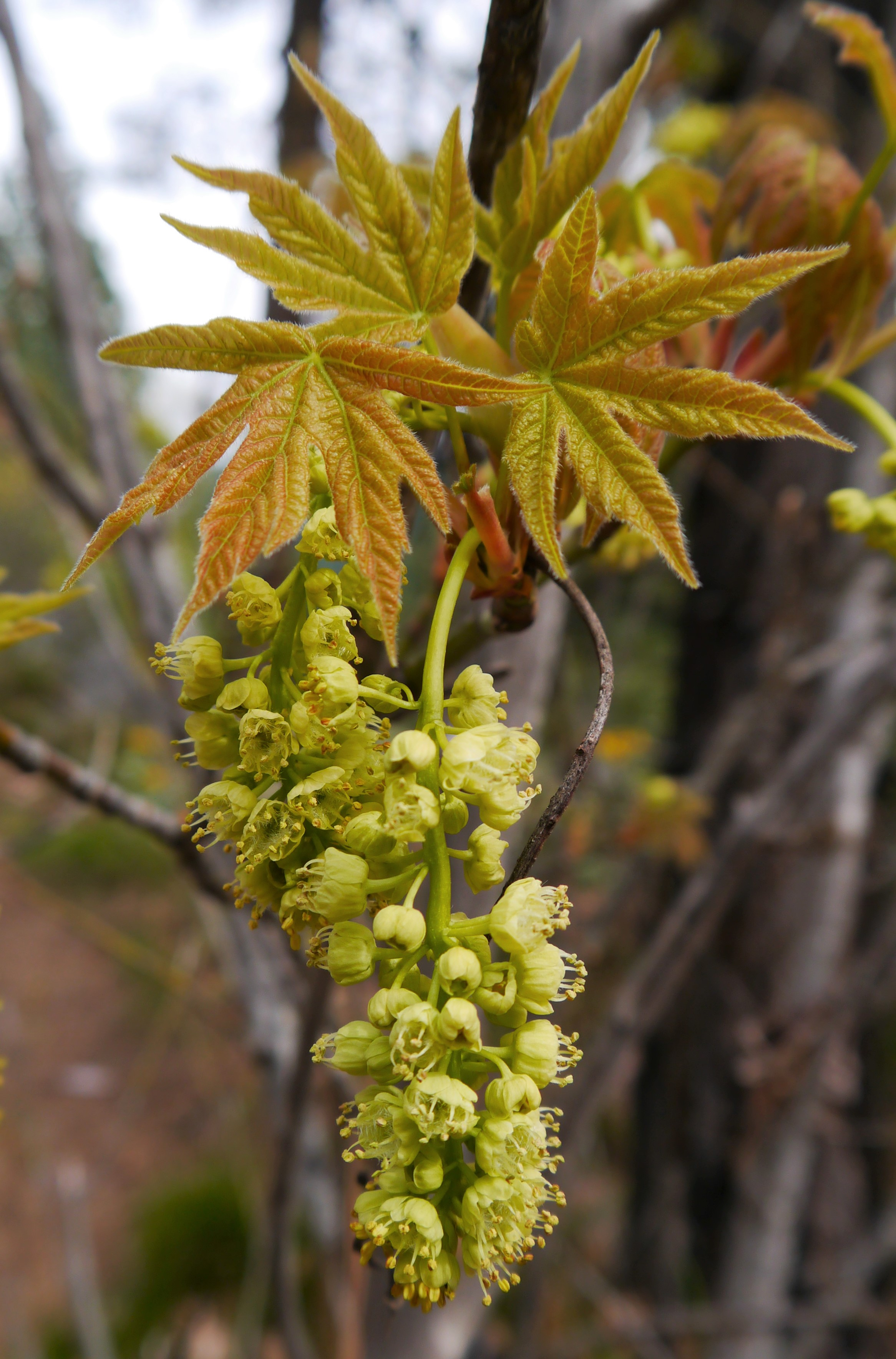
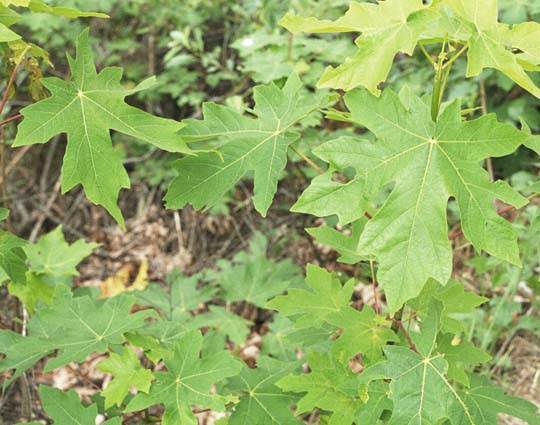
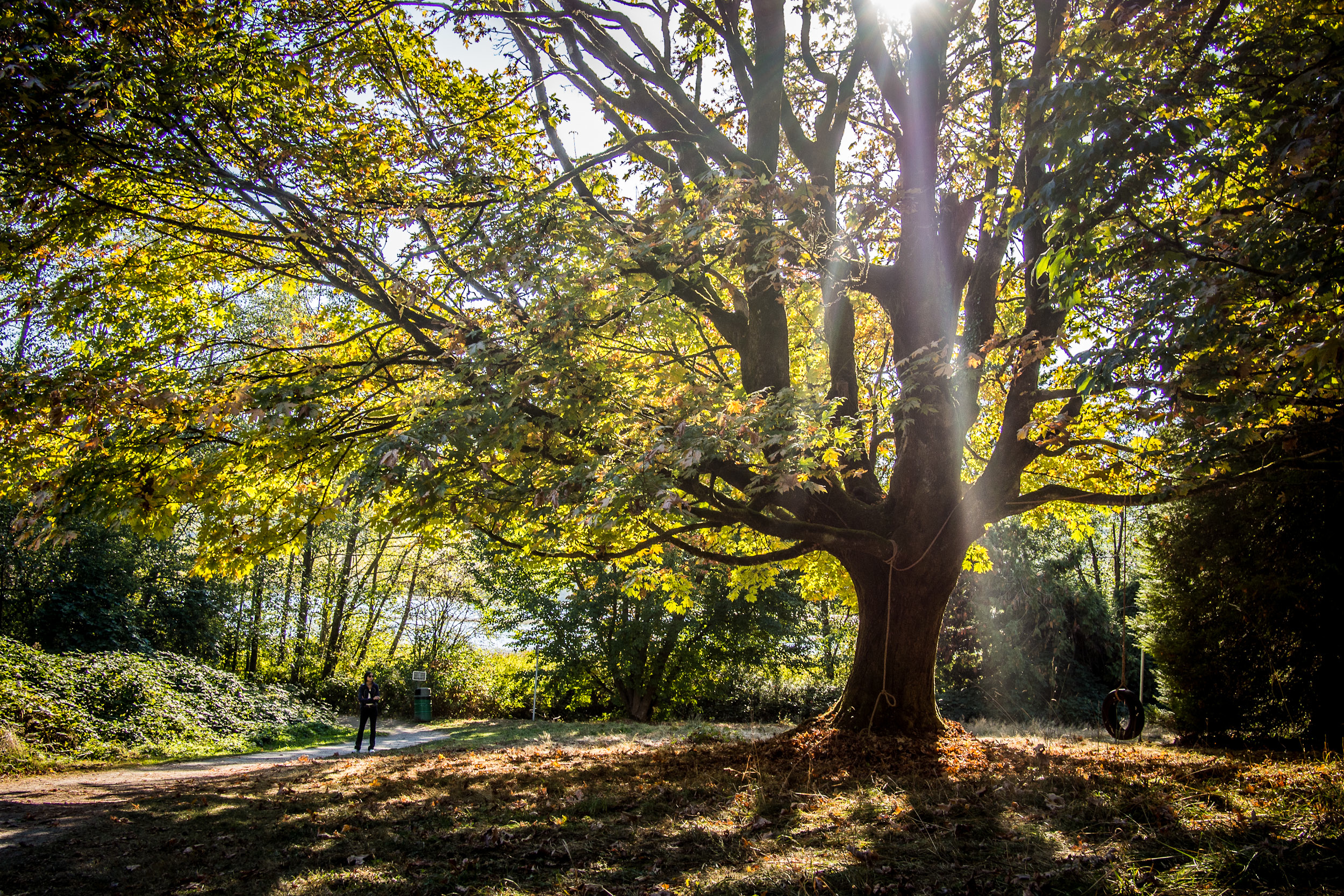